# Jamaica Intensive Reading Clinic
Jamaica Intensive Reading Clinic (JIRC), en español Clínica de Lectura Intensiva de Jamaica, es una organización no gubernamental con sede en Montego Bay, Jamaica. Fue fundada en 2016 con el objetivo de promover y mejorar la educación entre los jóvenes en Jamaica.

## Historia
La JIRC fue fundada en Montego Bay en 2014 por Santana Morris. Su objetivo principal es ayudar a los estudiantes a dominar la lectura y promover la educación y alfabetización en Jamaica.
Creó tres campamentos de lectura de verano en todas las islas entre 2016 y 2018 realizados en todas las parroquias de Jamaica con el objetivo de "erradicar la baja tasa de alfabetización en Jamaica mediante la enseñanza estratégica de la lectura a los estudiantes".
La segunda edición del campamento se llevó a cabo entre el 24 y el 28 de julio de 2017 y reunió a alrededor de 1500 niños en 15 lugares de las 14 parroquias bajo el tema 'Rompiendo barreras: Construyendo comunidades alfabetizadas en el siglo XXI'. El programa abordó cinco componentes principales de la alfabetización: fluidez, habilidades de comprensión, desarrollo de vocabulario, fonética y desarrollo fonológico.